# Ананьев, Борис Герасимович
Бори́с Гера́симович Ана́ньев (1 [14] августа 1907, Владикавказ, Российская империя — 18 мая 1972, Ленинград, СССР) — советский психолог, доктор педагогических наук (1940), профессор, академик АПН РСФСР (1955), создатель концепции нынешнего факультета психологии СПбГУ.

## Биография

Могила Ананьева на Серафимовском кладбище Санкт-Петербурга.

Родился 1 (14) августа 1907 года во Владикавказе в армянской семье народного учителя. Его отец, Герасим Борисович Ананьев, работал в русских и национальных школах Кавказа с 1890 по 1930 год, а с 1930 года — в Ленинграде, завучем и преподавателем ФЗУ и ФЗО.
В 1924 году окончил среднюю школу во Владикавказе и поступил в Горский педагогический институт (ныне — Северо-Осетинский государственный университет), на общественно-экономическое отделение. С 1925 года, ещё обучаясь на II курсе этого отделения, начал научно-исследовательскую и педагогическую работу по психологии в качестве ассистента. В 1927 году в трудах Института была напечатана его первая экспериментально-психологическая работа. Вуз окончил досрочно, в 1927 году. Дипломную работу защитил в 1928 году и был направлен отборочной комиссией в аспирантуру по психологии.
С февраля 1929 года был зачислен аспирантом по психологии в Ленинградский институт мозга имени В. М. Бехтерева. Аспирантуру окончил так же досрочно в декабре 1930 года, и был оставлен при институте в качестве старшего научного сотрудника отдела психологии. В 1934 году был назначен заведующим лабораторией психологии воспитания Института мозга, а в 1937 — заведующим отделом психологии, в этой должности состоял до сентября 1943 года.
В 1937 году учёная степень кандидата наук была присуждена Ананьеву без защиты диссертации Учёным советом Московского педагогического института. В феврале 1940 года защитил докторскую диссертацию, в декабре ВКВШ утвердил его в учёном звании профессора психологии.
С 1930 года работал в ряде педагогических вузов Ленинграда (Педагогический институт имени Покровского, Педагогический институт имени Крупской), С 1938 — в Педагогическом институте имени Герцена, Ленинградском театральном институте и Ленинградском институте усовершенствования учителей.
Во время Великой Отечественной войны с июля по декабрь 1941 года вёл в Ленинграде работу по спецзаданию Ленштаба МПВО по противовоздушной маскировке. После эвакуации из Ленинграда первоначально в Казани, затем в Тбилиси вёл психопатологическую и восстановительную лечебную работу в неврологических госпиталях.
С ноября 1943 года вновь возвратился в Ленинград, где работал профессором психологии Педагогического института имени Герцена до 1947 года. В 1944 избран заведующим кафедрой психологии ЛГУ.
с 1951 по 1960 год являлся директором Ленинградского НИИ педагогики и одновременно заведующим кафедрой психологии (до 1953), а также профессором на отделении психологии философского факультета в Ленинградском государственном университете.
Декан факультета психологии ЛГУ (1968—1972), член-корреспондент АПН РСФСР (1945), действительный член АПН РСФСР (1955), действительный член АПН СССР (1968).
Похоронен на Серафимовском кладбище (1-й ясеневый участок).

## Основные научные труды
Является последователем В. М. Бехтерева; тем не менее, его отношение к Бехтереву было довольно сложным: в период 1930—1950 гг., когда официальная психология не принимала рефлексологию Бехтерева, Ананьев дистанцировался от рефлексологии, неоднократно подчёркивал, что не является учеником Бехтерева, и даже использовал термин «бехтеревщина». Аналогичный переворот Ананьев совершил и в отношении психологии: от полного отрицания психологии как науки до утверждения её в качестве центральной науки в рамках человекознания.
Работая на психологическом факультете ЛГУ, Ананьев предпринял попытку преодолеть раздробленность наук о человеке и создать системную модель человекознания, в которой были бы обобщены исследования различных наук о человеке как личности и индивидуальности. В его модели науки о человеке группируются в четыре раздела: 1) человек как биологический вид; 2) онтогенез и жизненный путь человека как индивида; 3) изучение человека как личности; 4) проблема человечества. Он выделял иерархически соподчинённые уровни организации человека: индивид, личность, индивидуальность. Он считал, что индивидуальность складывается на основе взаимосвязи особенностей человека как личности и как субъекта деятельности, которые обусловлены природными свойствами человека как индивида. Известен также своими трудами в области чувственного восприятия, а также возрастной и дифференциальной психологии, исследованиями по психологии общения, проблемами восстановления работоспособности раненых во время Великой Отечественной войны. Одним из первых в СССР Ананьев организовал психологическую службу на основе средней школы в Выборгском районе Ленинграда.
Его учениками были психологи А. А. Бодалёв, Л. М. Веккер, Л. А. Головей, Н. В. Крогиус, Н. А Логинова, Б. Ф. Ломов, Е. Ф. Рыбалко, А. Г. Ковалёв и др. Позднее некоторые из них сформировали самостоятельные научные концепции и создали собственные школы.
В работах Б. Г. Ананьева, выполненных в шестидесятые годы, были поставлены, сформулированы, разработаны многие методологические проблемы, имеющие принципиальное значение для отечественной психологической науки. Эти работы во многом определили последующее развитие психологии. Исследования Б. Г. Ананьева наглядно продемонстрировали преимущества комплексного, междисциплинарного подхода к проблеме человека, позволили психологии действительно стать наукой о человеке во всей его сложности и многогранности. Антропологизм как принцип построения психологической науки позволил по-иному взглянуть на сам предмет психологии, который в концепции Б. Г. Ананьева предстаёт как многоуровневая системная организация психики. Отметим, что рассмотрение психического в рамках ананьевского подхода позволило выйти за рамки психофизиологического параллелизма и, избежав редукционизма, «вписать» психику в «научную картину человека». Именно в этом видится ещё не до конца оценённое методологическое значение ананьевских работ.
Оказал влияние на становление акмеологии, которой придавал большое значение в системе наук о человеке.
Главные труды:
- Психология педагогической оценки. — 1935. Переиздано в 1980 и 2007 гг. в сборниках научных трудов Б. Г. Ананьева.
- Очерки психологии. — 1945. Переиздано в 2007 году в сборниках научных трудов Б. Г. Ананьева.
- Очерки русской психологии XVIII—XIX веков. — 1947.
- Психология чувственного познания. — 1960. Переиздано в 2001 г., a также на нем. яз. в ГДР в 1963 г.: Ananjev B.G. Psychologie der sinnlichen Erkenntnis. — Berlin: VEB, 1963.
- Теория ощущений. — 1961.
- Психология и проблемы человекознания. — МОДЭК, 2005.
- Избранные психологические труды. 1 и 2 т. — Педагогика, 1980.
- Человек как предмет познания. — Л., 1968.
- О проблемах современного человекознания. — СПб., 2001.
- Личность, субъект деятельности, индивидуальность. — М.: Директ-Медиа, 2008.

## Память
- Ежегодно на факультете психологии СПбГУ проводится традиционная научно-практическая конференция «Ананьевские чтения»[2].
- На доме, где жил Борис Герасимович (Дибуновская улица, 31), установлена мемориальная доска.